# Campus Martinsried

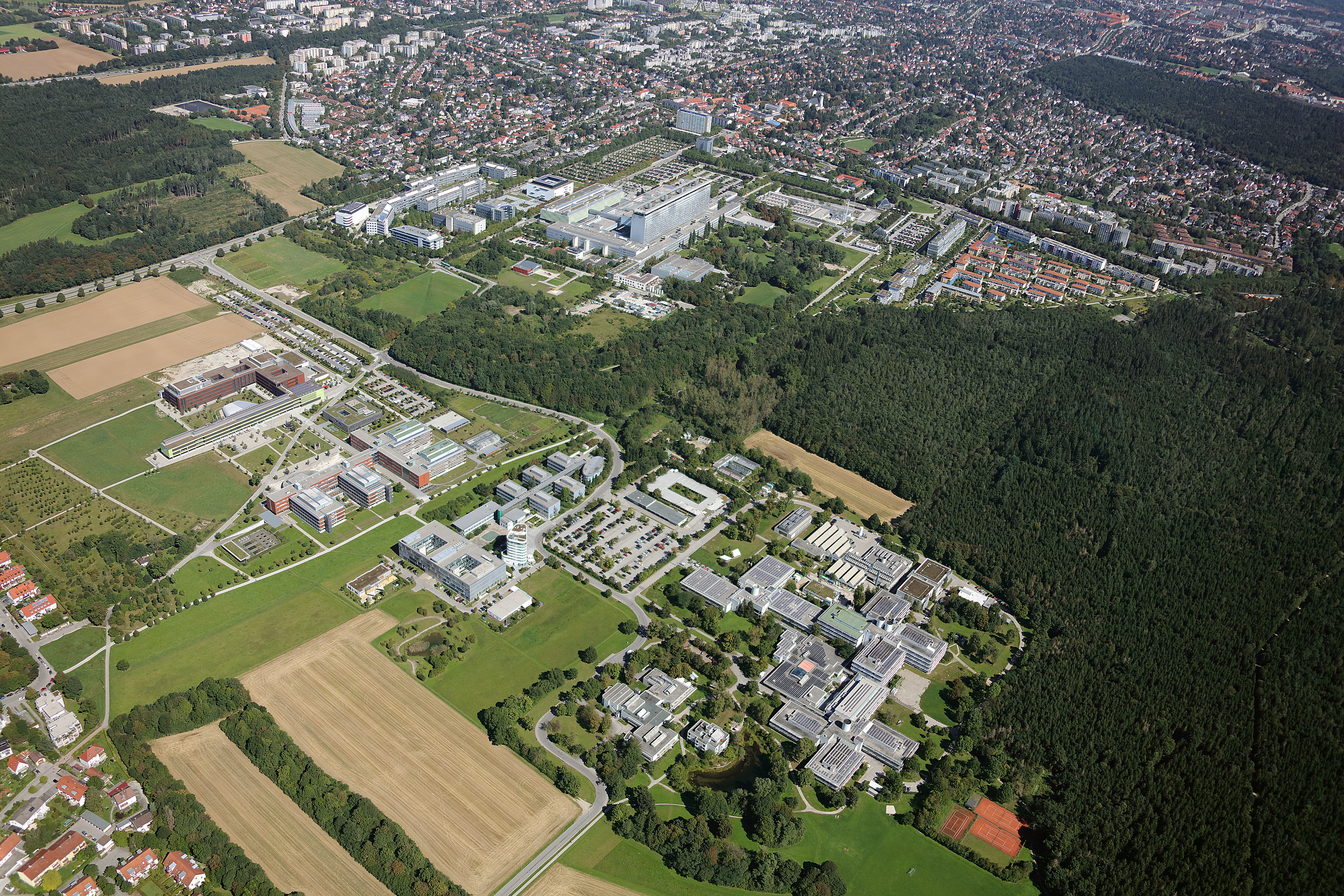
Luftbild vom Campus Martinsried

Der Campus Martinsried ist ein Campus von biowissenschaftlichen Forschungseinrichtungen im Ortsteil Martinsried der oberbayerischen Gemeinde Planegg in unmittelbarer Nähe zum Münchner Stadtteil Großhadern. Er beherbergt (Stand Ende 2023) das Biozentrum und das Biomedizinische Centrum (BMC) der Ludwig-Maximilians-Universität München (LMU), das Innovations- und Gründerzentrum Biotechnologie (IZB), das Max-Planck-Institut für Biochemie und das Max-Planck-Institut für biologische Intelligenz (ehemals MPI für Neurobiologie). In unmittelbarer Nähe befindet sich der Campus Großhadern des LMU Klinikums. Nach Eigendarstellung ist der Campus „eines der größten Zentren Europas, in dem wissenschaftliche Grundlagenforschung, Lehre, klinische Forschung und Technologieinnovation zusammengeführt sind“.
Mehrere Biotechunternehmen wie Medigene und Morphosys wurden in der Nähe des Campus gegründet. Auch internationale Branchenvertreter wie Bavarian Nordic, Biontech und Gilead Sciences unterhalten in Martinsried Zweigstellen oder Niederlassungen.